# 三遊亭朝橘
三遊亭 朝橘（さんゆうてい ちょうきつ、1978年10月8日 - ）は、静岡県沼津市出身の落語家。円楽一門会所属。本名∶渡辺 勝也。

## 来歴
沼津市立第五小学校、沼津市立第五中学校、加藤学園暁秀高等学校、筑波大学第一学群自然学類卒業。専攻は人文地理学。
父親は地方公務員。2005年、六代目三遊亭圓橘に入門。前座で研鎖を積み、2008年9月に二ツ目昇進。永谷商事が両国で運営する多目的ホールのお江戸両国亭において定期的に開かれる円楽一門の定席「両国寄席」で修行を積む。
2015年、前橋若手落語家選手権（第7回）優勝。2016年、さがみはら若手落語家選手権（第15回）準優勝。
2017年、真打に昇進し「朝橘」と改名。

## 主な演目
- 『茶の湯』
- 『お化け長屋』
- 『阿武松』
- 『芝浜』
- 『だくだく』
- 『粗忽の使者』
- 『粗忽長屋』
- 『荒茶』
- 『ねずみ』
- 『死神』
- 『死ぬなら今』
- 『本膳』
- 『佐野山』
- 『田能久』
- 『引っ越しの夢』

### 新作落語
二ツ目時代から新作落語も披露している。
- 『またいつもの』
- 『墓穴』
- 『枕詞』
- 『お気の毒』
- 『むずがゆい』
- 『それって恋よね』

## 人物
山下達郎の熱烈なファンであり、雑誌取材などでも度々言及している。
滑稽噺だけでなく、人情噺や『死ぬなら今』、『本膳』、『茄子娘』など現在演じ手の少ないマイナーな噺もこなす
地元沼津においても積極的に寄席開催、テレビ出演等の活動を行っている。第25期燦々ぬまづ大使。
夫人はクラリネット奏者・ちんどんバンド☆ざくろの斉藤彰子。

## 芸歴
- 2005年1月∶六代目三遊亭圓橘に入門、前座名は「橘也」。
- 2008年9月∶二ツ目昇進。
- 2017年4月∶真打昇進、「朝橘」と改名。

## 出演
テレビ
- エネばな（SBSテレビ・CBCテレビ）(2015年9月～2020年）[3]

ラジオ
- もにゃと朝橘（k-mix）(2020年10月4日～

## 新聞・雑誌掲載
- 沼津朝日新聞　平成20年10月4日号　沼津出身の噺家
- 朝日新聞 むさしの版　2009年11月11日号
- AERA No.40 2012年10月1日号「山下達郎が支えだった私たちの物語」

## 一門
- 円楽一門会
- 三遊亭圓橘（師匠）
- 三遊亭小圓朝（兄弟子）
- 三遊亭萬橘（兄弟子）